# Antoine Germain Labarraque
Antoine Germain Labarraque (28 de marzo de 1777 - 9 de diciembre de 1850) fue un químico y farmacéutico francés. Es conocido por formular y encontrar usos importantes para el "Eau de Labarraque" o "solución de Labarraque", una solución de hipoclorito de sodio utilizado como desinfectante y desodorante. Muy importante para la desinfección en tiempos previos a los antibióticos.

## Biografía

### Primeros años y carrera
Labarraque nació en Oloron-Sainte-Marie, en el departamento de los Pirineos Atlánticos, el 28 de marzo de 1777, hijo de François Labarraque y Christine Sousbielle. 
En su juventud, fue alumno de un farmacéutico llamado Préville en Orthez, por un periodo de más de 2 años. Luego fue reclutado en el ejército como "Granadero de la Tour d'Auvergne". Fue ascendido a sargento del campo de batalla y finalmente se convirtió en farmacéutico en jefe en el hospital militar de Berra.
En 1795, contrajo tifus y después de su recuperación fue dado de baja del ejército.
Habiendo tomado afición a la Farmacia, fue a Montpellier para estudiar con Jean-Antoine Chaptal. Luego fue a París, donde trabajó como farmacéutico y estudió en la "Colegio Mayor de Farmacia de París" con varios maestros, incluido Louis Nicolas Vauquelin.
Obtuvo el título de maestro de Farmacia en 1805, y en el mismo año publicó una obra, "Sur la dissolution du phosphore " (Sobre la disolución del fósforo), seguida de "Sur les electuaires" (Sobre los electuarios). Se convirtió en miembro de la "Sociétés de pharmacie et de médecine" en 1809 después de presentar un artículo, "Sur les teintures alcooliques et quelques expériences sur la teinture alcoolique de benjoin" (Sobre las tinturas alcohólicas y algunos experimentos sobre la tintura alcohólica de benjuí). Posteriormente, Labarraque participó en varias comisiones para examinar las presentaciones realizadas a la sociedad.

### "La solución de Labarraque"
Aproximadamente en 1820, la Sociedad de Estímulo a la Industria Nacional Francesa ofreció un premio a quien descubra un método, químico o mecánico, que pudiera usarse para separar la membrana peritoneal de los intestinos de los animales sin causar putrefacción. Esto era necesario ya que las tripas de los animales eran usadas para fabricar hilos como el cátgut, láminas como la hoja de tripa y otros productos. En los locales donde se realizaba este proceso (locales llamados "boyauderies") abundaba el aroma a putrefacción, que generaba temores ya que la teoría de miasmas era la que imperaba.
Labarraque experimentó con diferentes composiciones, encontrando que una solución de "cloruro de cal" (hipoclorito de calcio) tenía mejores propiedades antipútridas que la ya conocida "Eau de Javel" (solución diluida en agua de hipoclorito de sodio, producida por primera vez con fines blanqueadores por Claude Berthollet en 1789), pero hacía que la membrana mucosa intestinal del animal se desprenda más lentamente.
Por lo tanto, prefirió usar Eau de Javel, que también tenía la ventaja de ser más barata que las soluciones cloradas a base de sales de potasio. Labarreque ganó el premio de la sociedad de 1.500 francos, al mostrar cómo varias de estas soluciones se hacían a partir de cloro libre, y que podían emplearse tanto para fumigar los talleres, como para despegar las membranas unas de otras sin permitir que el olor a podrido escape.
En 1824, Labarraque fue llamado para ayudar después de la muerte del rey Luis XVIII, que había muerto a causa de una gangrena extendida. El cuerpo putrefacto del rey desprendía un olor fétido mucho antes de morir. El químico eliminó el olor cubriendo el cuerpo con una sábana empapada en agua clorada.
Recibió el Premio Baron de Montyon, en 1825, de la "Académie des Sciences", y, en 1826, una medalla de la Académie de Marseille, por su trabajo sobre "la aplicación de cloruros a la higiene y la terapéutica". Fue nombrado miembro de la "Académie de Médecine" (1824), Légion d'Honneur (1827) y del "Conseil de Salubrité" (Consejo de Salubridad, 1836).

### Antisepsia con cloro
Las investigaciones de Labarraque sirvieron para que el llamado cloruro de cal (hipoclorito de calcio) y el cloruro de sosa (hipoclorito de sodio) se emplearan no solo en las boyauderías, sino también para la desinfección y desodorización rutinaria de letrinas, alcantarillas, mercados, mataderos, anfiteatros anatómicos y morgues. También se utilizaron, en hospitales, lazaretos, prisiones, enfermerías (tanto en tierra como en el mar), casas de producción de seda, establos, establos, etc.; y para exhumaciones, embalsamamiento, en especial durante brotes de enfermedades epidémicas, fiebre, pierna negra en el ganado, etc.
En 1825, Labarraque publicó un folleto describiendo su método, titulado De lèmploi des chlorures de sodium et de chaux, que fue pronto traducido al castellano (1828) y al inglés (1830, 1840). En 1827 un ensayo sobre el uso de los cloruros de sosa y de cal en casos de gangrena hospitalaria fue publicada por Tomás Alcock (cirujano). Este ensayo difundió el uso del "agua de Labarraque" en Gran Bretaña.
Las soluciones de cal clorada y sosa de Labarraque se habían recomendado en 1828 para prevenir infecciones (llamadas "infecciones contagiosas" y que se suponía que se transmitían por "miasmas") y también para tratar la putrefacción de las heridas existentes, incluidas las sépticas.
En su obra de 1828, Labarraque recomendaba al médico respirar cloro, lavarse las manos con cal clorada e incluso rociar cal clorada sobre la cama del paciente, en casos de "infección contagiosa".
Durante el brote de cólera de París de 1832, se utilizaron grandes cantidades del llamado cloruro de cal para desinfectar la capital. Esto no era el cloruro de calcio moderno, sino que contenía gas de cloro disuelto en agua de cal (hidróxido de calcio diluido) para formar hipoclorito de calcio (cal clorada). El descubrimiento de Labarraque ayudó a eliminar el terrible hedor a descomposición de los hospitales y las salas de disección y, al hacerlo, desodorizó eficazmente el Barrio Latino de París. Ya que imperaba la teoría miasmática de la enfermedad, se creía que esta acción lo que hacía era combatir los "miasmas pútridos", responsables de la propagación del "contagio" y la "infección". Aún no surgía la teoría germinal de las enfermedades infecciosas.
En 1847, Ignaz Semmelweis, mientras investigaba sobre la fiebre puerperal y como prevenirla, usó agua con cloro, luego soluciones de cal clorada más baratas, para desodorizar las manos de los médicos austriacos. Descubrió que las soluciones de Labarraque eran el único método conocido para eliminar el olor a descomposición (y determinó que el jabón no lo hacía). En sí, ambos son germicidas y antisépticos, solo que el jabón es menos efectivo. Esto le llevó a conjeturar que las soluciones de Labarraque combatían las "partículas cadavéricas" que, de alguna manera, transmitían la descomposición de los cadáveres frescos a los pacientes vivos.
Mucho tiempo después de la muerte del ilustre químico, durante las campañas de Custer en Dakota del Norte (1873–1874), el cirujano jefe, el Dr. Henry H. Ruger (conocido como el "Gran Curandero" por los indios) usó "Eau de Labarraque" para prevenir más deterioro en casos de congelación.
Mucho más tarde, durante la Primera Guerra Mundial en 1916, Henry Drysdale Dakin desarrolló una modificación estandarizada y diluida de la solución de Labarraque que contenía hipoclorito y ácido bórico. Llamada solución de Dakin, el método de irrigación de heridas con soluciones cloradas permitió el tratamiento antiséptico de una amplia variedad de heridas abiertas, antes de la era de los antibióticos.

### Muerte
Antoine Germain Labarraque murió cerca de París el 9 de diciembre de 1850.

## Otras obras escritas
- L'Art du boyauderie (París, 1822).
- De l'emploi des chlorures d'oxide de sodio et de chaux. (París, 1825).
- Scott, James (trad.). Sobre las propiedades desinfectantes de los preparados de cloro de Labarraque (S. Highley, 1828).
- Manière de se servir du chlorure d'oxyde de sodium soit pour panser les plaies de mauvaise nature, soit comme moyen d'assainissement des lieux insalubres et de désinfection des matières animales (París, 1825).
- Note sur une asphyxie produite par les émanations des materiaux retirés d'une fosse d'aisance; suivant d'Expériences sur les moyens de désinfection propres à prévenir de pareils accidents (París, 1825).
- Sur la préparation des chlorures désinfectants (París, 1826).
- Rapport au conseil de salubrité de Paris sur l'exhumation des cadavres déposés en juillet 1832 dans les caveaux de l'église Saint-Eustache.

Labarraque también escribió un gran número de disertaciones e informes que aparecieron en periódicos y revistas científicas.

## Otras lecturas
- Sneader, Walter. Descubrimiento de fármacos: una historia (John Wiley and Sons, 2005) págs. 65–6, "Desinfectantes clorados".